# Гарячка Оропуш
Гарячка Оропуш (англ. Oropouche fever, Oropouche virus disease  також Хвороба, яку спричинює вірус Оропуш) — арбовірусна інфекційна хвороба, яка передається людям через укус мошок і комарів від лінивців.

## Актуальність
Нерідко спричинювала великі епідемії, які є поширеними і дуже швидкоплинними. Одна з найперших за величиною сталася в місті Белем, в бразильському штаті Пара. Захворіло 11 тисяч людей. У бразильській Амазонці ця хвороба є другою за частотою серед вірусних захворювань, поступаючись лише гарячці денге. Кілька епідемій спричинили понад 263 000 випадків, з них лише 130 000 відбулися в період з 1978 по 1980 рік. Донині, лише в Бразилії, за підрахунками, сталося понад 500 тисяч випадків. Хоча ймовірно їх значно більше. У 2020 році ВООЗ сповістила про спалах хвороби у Французькій Гвіані, де впродовж 11 серпня—25 вересня виявлено 37 випадків. 
Кількість випадків значно зросла у 2024 році та на початку 2025 року, при цьому в Латинській Америці та Карибському басейні було зареєстровано майже 20 000 підтверджених випадків зараження, включаючи чотири смерті. Найбільший тягар спостерігався в Бразилії, за нею йдуть Перу та Куба.
Відсутність точної діагностики хвороби заважає належній статистиці, що є основною причиною того, що передбачувана кількість випадків нижча за те, що, ймовірно, відбувається у населення, особливо в ендемічному регіоні Амазонки, хоча хворобу важко відрізнити від інших арбовірусних хвороб, які поширені в тих же самих регіонах.
Станом на 20 липня 2024 року в американському регіоні в п’яти країнах: Болівії, Бразилії, Колумбії, Кубі та Перу за рік було зареєстровано загалом 8078 підтверджених випадків гарячки Оропуш, включаючи дві смерті. Бразилія також повідомила про одну внутрішньоутробну смерть плоду та один викидень у штаті Пернамбуку, а також про чотири випадки новонароджених з мікроцефалією, можливо пов’язаною з цією інфекцією. Оскільки хвороба, спричинена вірусом Оропуш, вважається новою та погано ідентифікованою арбовірусною інфекцією в Америці, виявлення позитивного зразка та підтвердження випадку потребує використання Додатку 2 Міжнародних медико-санітарних правил і подальшого повідомлення про це через встановлені канали.

## Етимологія
Хвороба названа на честь регіону ріки Оропуш на острові Тринідад і Тобаго, де вона вперше була виявлена та її збудник виділений у Регіональній лабораторії вірусів Тринідаду в 1955 році.

## Етіологія
Хворобу спричинює специфічний арбовірус Оропуш з родини Bunyaviridae. Це одноланцюговий РНК-вірус з негативним ланцюгом. Цілком ймовірно, що цей вірус має подібні морфологічні характеристики з іншими представниками роду Orthobunyavirus. Завдяки філогенетичному аналізу генів нуклеокапсидів у різних лініях вірусу Оропуш виявлено, що існує три унікальні генотипи його (I, II, III), які наразі поширюються по Центральній і Південній Америці. Вони, як вважається, утворилися шляхом генетичного реасортименту.

## Епідеміологічні особливості
Збудник передається між лінивцями, сумчастими тваринами, приматами та птахами через комарів Aedes serratus і Culex quinquefaciatus. Хвороба поширюється головним чином у сезони дощів, оскільки в популяціях комарів збільшується кількість місць розмноження. Також є повідомлення про епідемії під час сухого сезону, але це, ймовірно, пов'язано з високою густотою заселення комарів за попередній сезон дощів.

## Патогенез
Немає повного розуміння природного патогенезу хвороби, оскільки не зафіксовано летальних випадків. Відомо, що впродовж 2–4 днів від початку захворювання у людини спостерігається вірусемія. У деяких випадках вірус також був виділений з ліквору, але шлях вірусу до центральної нервової системи залишається незрозумілим. Для подальшого розуміння того, як цей вірус поширюються в організмі, проводяться експериментальні дослідження з використанням мишачих моделей. Миші виявили високу концентрацію життєздатного вірусу в мозку, у них розвивався менінгіт та енцефалопатія. Ці висновки підтвердили нейротропізм цього вірусу, а це означає, що він здатний заражати нервові клітини. Результати досліджень показали, що вірусна інфекція починається із задніх відділів мозку і прогресує до переднього мозку. Вірус поширюється на ранніх стадіях зараження через периферичну нервову систему, досягаючи спинного мозку і рухаючись вгору до головного мозку через стовбур з незначним запаленням. У міру прогресування інфекції вірус перетинає гематоенцефалічний бар'єр і поширюється в паренхіму головного мозку.

## Клінічні прояви
Інкубаційний період триває 4-8 днів. Хвороба починається з гарячки, що супроводжується серйозними клінічними симптомами, які включають озноб, головний і ретроорбітальний біль, міалгії, артралгії, запаморочення, світлобоязнь, блювання, біль у животі та висип. Перша хвиля гарячки зазвичай проходить через кілька днів, але дуже часто відбувається друга хвиля з повторюванням інших симптомів, хоча й з меншою інтенсивністю. Вивчення клінічного перебігу показало, що це трапляється приблизно в 60 % випадків хвороби.

## Діагностика
Ведучим є виділення вірусу на клітинній культурі Веро або шляхом зараження новонароджених лабораторних мишенят. Використовується серологічні методи, такі як реакція гальмування гемаглютинації, нейтралізації та зв'язування комплементу. Застосовується імуноферментний аналіз. У полімеразно-ланцюговій реакції досліджується кров, спинномозкова рідина.

## Лікування
Не існує етіотропної терапії, проводиться ситуативна патогенетична терапія.

## Профілактика
Ґрунтується на обмеженні розмноження мошок і комарів за рахунок видалення та модифікації місць розмноження й максимального унеможливлення контакту між комахами та людьми. Цього можна досягти за рахунок зменшення кількості природних і штучних місць проживання, наповнених водою.